# Tim Sheehy
Timothy Patrick Sheehy, detto Tim (Ramsey, 18 novembre 1985), è un militare, imprenditore e politico statunitense, senatore per lo stato del Montana dal 2025. Militare Navy Seal
pluridecorato e imprenditore nel campo della fornitura di aerei antincendio, Sheehy è membro del Partito Repubblicano e la candidatura a senatore rappresenta la sua prima esperienza politica, rendendolo il secondo senatore più giovane nel  119º Congresso.

## Biografia
Tim Sheehy nasce a Ramsey, nel Minnesota. Frequentata la United States Naval Academy, è diventato un Navy Seal, ossia un membro delle forze speciali della United States Navy, specializzandosi nella guida di aerei antincendio.
Nel 2014 fondò la compagnia Bridger Aerospace, che si è occupata per il fornimento di servizi aerei antincendio in 24 stati e due province canadesi. Nel 2020 ha poi fondato insieme a Greg Putnam la Little Belt Cattle Company, dedita all'allevamento di api allevate in modo sostenibile.

## Carriera politica
Nel 2023 abbandona la carriera imprenditoriale per candidarsi al Senato degli Stati Uniti d'America per lo stato del Montana per le elezioni dell'anno successivo, dove venne infine eletto con il 52,8% dei voti, battendo il senatore democratico uscente Jon Tester, in carica dal 2007. 
Sheehy si è insediato il 3 gennaio 2025.